# Bruno Frank
Pour les articles homonymes, voir Frank.
Œuvres principales
Tage des Königs (1924)
Bruno Frank, né le 13 juin 1887 à Stuttgart en Allemagne, mort le 20 juin 1945 à Beverly Hills aux États-Unis, est un écrivain allemand.

## Biographie
Fils d'un banquier de Stuttgart, Bruno Frank étudie le droit et la philosophie à Tübingen, Munich, Strasbourg, Heidelberg. Reçu docteur à Tübingen, il sert comme soldat pendant la Première Guerre mondiale. Il entretient une amitié étroite avec Lion Feuchtwanger et le jeune Klaus Mann.
Après l'incendie du Reichstag, il émigre  le 28 septembre 1933 en Autriche, puis en Suisse, en France et en Angleterre. Dans l'exil, il écrit son deuxième grand roman historique après Trenck (1926), Cervantes (1934). En 1937 paraît le roman Le Passeport (Der Reisepass), qui décrit la vie en Allemagne sous le Troisième Reich.
Frank soutient les efforts de Klaus Mann pour créer une revue regroupant les différents groupes antinazis de l'émigration, Die Sammlung. Toutefois, il se montre de plus en plus sceptique, devant les conflits qui opposent milieux de gauche et milieux conservateurs. Son seul écrit politique reste Le Mensonge comme principe d'État (Lüge als Staatsprinzip, 1939), dans lequel il dénonce la dictature hitlérienne.
Il connaît le succès avec Une Tempête dans un verre d'eau (Sturm im Wasserglas, 1930), comédie portée à l'écran en Grande-Bretagne en 1936 et en 1960 en Allemagne, avec Josef von Báky à la mise en scène, Therese Giehse, Peter Lühr. Une autre comédie, Nina, paraît en 1931. Il a également écrit des essais et des scénarios, comme Le Sonneur de Notre-Dame (Der Glöckner von Notre-Dame, 1939).
En 1939, il s'installe aux États-Unis, où il réside jusqu'à sa mort en 1945. Ses restes reposent au cimetière de Forest Lawn Memorial Park, à Glendale.

## Œuvres
- Die Schatten der Dinge, poèmes (1912)
- Die Fürstin, roman (1915)
- Tage des Königs, fresque romanesque en trois tableaux (Der Großkanzler, Die Narbe et Alkmene) consacrée à la fin du règne de Frédéric II (1924)
- Trenck, roman (1926)
- Politische Novelle, nouvelle (1928), traduction française: Le Roman de Locarno (1928)
- Der Magier, nouvelle 1929
- Sturm im Wasserglas, comédie (1930)
- Nina, comédie (1931)
- Cervantes, roman (1934)
- Der Reisepass, roman (1937)
- Lüge als Staatsprinzip (1939)
- Die Tochter, roman (1943)
- Honore ton père et ta mère dans Les Dix commandements : Récits sur la guerre de Hitler contre la loi morale, recueil de nouvelles de Thomas Mann, Bruno Frank, John Erskine, Rebecca West, Sigrid Undset, Frantz Werfel, André Maurois, Jules Romains, Louis Bromfield et Hendrik Willem van Loon, Éditions de la Maison Française, New York, 1944, 524 p.